# Феррус
Феррус (порт. Ferros) — муниципалитет в Бразилии, входит в штат Минас-Жерайс. Составная часть мезорегиона Агломерация Белу-Оризонти. Входит в экономико-статистический микрорегион Итабира. Население составляет 11 387 человек на 2007 год. Занимает площадь 1090,221 км². Плотность населения — 10,4 чел./км².
Праздник города — 23 сентября.

## История
Город основан 23 сентября 1884 года.

## Статистика
- Валовой внутренний продукт на 2003 год составляет 36 432 358,00 реалов (данные: Бразильский институт географии и статистики).
- Валовой внутренний продукт на душу населения на 2003 год составляет 3137,48 реалов (данные: Бразильский институт географии и статистики).
- Индекс развития человеческого потенциала на 2000 год составляет 0,679 (данные: Программа развития ООН).